# Mario's Game Gallery
Mario's Game Gallery (más tarde relanzado como Mario's FUNdamentals) es un videojuego publicado por Interplay Productions y desarrollado por Presage Software, Inc. para DOS, Windows y Macintosh. Es una recompilación de cinco juegos de mesa tradicionales basados en el universo de Super Mario: damas, backgammon, pesca, dominó y "yacht", una versión de Yahtzee. En él, los jugadores juegan contra el personaje de Mario.
Fue lanzado en 1995 en los Estados Unidos. Más tarde fue relanzado como Mario's FUNdamentals para Macintosh en 1996 y para Windows en enero de 1997, aunque fue publicado por Mindscape para las versiones de DOS y Windows y por Stepping Stone para la versión de Macintosh. También fue desarrollado por Brainstorm Entertainment.
Desde sus lanzamientos, ambas versiones han recibido una recepción mixta; mientras que publicaciones como The State y Los Angeles Times encontraron que el juego era un buen juego educativo, los autores David Wesley y Gloria Barczak lo culparon en parte por casi destruir la marca Mario. La revista oficial de Nintendo también lo incluyó como uno de los juegos de Mario más raros.
Mario's Game Gallery es el primer juego de la serie que presenta a Charles Martinet como el actor de voz de Mario; desde entonces, Martinet ha doblado oficialmente a Mario en todos sus apariciones de videojuegos.

## Jugabilidad

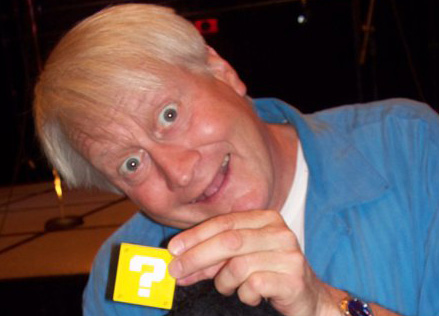
Mario's Game Gallery es el primer juego que presenta a Charles Martinet como actor de voz de Mario.

Mario's Game Gallery consta de cinco juegos: damas, Go Fish, dominó, backgammon y "yacht", una versión de Yahtzee. En estos juegos, los jugadores se enfrentan a Mario. Todos los juegos se juegan de manera similar a sus contrapartes del mundo real, con piezas basadas en el universo de Super Mario.

## Desarrollo
Mario's Game Gallery fue publicado por Interplay Entertainment y desarrollado por Presage Software, Inc. para PC. Fue lanzado en 1995. Más tarde fue relanzado como Mario's FUNdamentals, aunque fue publicado por Mindscape para la versión para PC y por Stepping Stone para la versión para Macintosh. El juego también fue desarrollado por Brainstorm Entertainment. Fue lanzado para Macintosh en 1996 y para PC en enero de 1997.

## Recepción
Desde sus lanzamientos, tanto Mario's Game Gallery como su revisión, Mario's FUNdamentals, han recibido una recepción mixta. The State lo elogió por brindar diversión para toda la familia y describió los juegos incluidos como "excelentes". The Miami Herald elogió sus gráficos "nítidos" y animaciones "divertidas", así como la música, que afirman estar basada en la música de la serie Mario . Al igual que The State, lo describen como "diversión para toda la familia", aunque lo criticaron por ser demasiado difícil en ocasiones. Sin embargo, lo recomiendan para usuarios de PC primerizos que desean un "producto fácil de instalar para el nuevo CD-ROM". The Advocate lo calificó como un juego divertido y elogió a Martinet por su voz de Mario, afirmando que los niños pequeños "se reirán de alegría". Los Angeles Times lo incluyó en un artículo de videojuegos educativos que atraería a los jugadores más jóvenes.
Los autores David Wesley y Gloria Barczak citaron a Mario's Game Gallery como uno de los juegos lanzados en una "inundación de derivados mal concebidos de Mario ", afirmando que él y los demás casi destruyen la serie. Tom East, la revista oficial de Nintendo, lo presentó como parte de su artículo "Juegos raros de Mario", y comentó que, aunque primero presentaba a Martinet como Mario, la mayoría identifica a Super Mario 64 como su primer papel como Mario. ScrewAttack lo consideró el sexto peor juego de Mario de todos los tiempos y concluyó que " FUNdamentals no tenía nada de divertido".